# 埃尔南·西莱斯·苏亚索

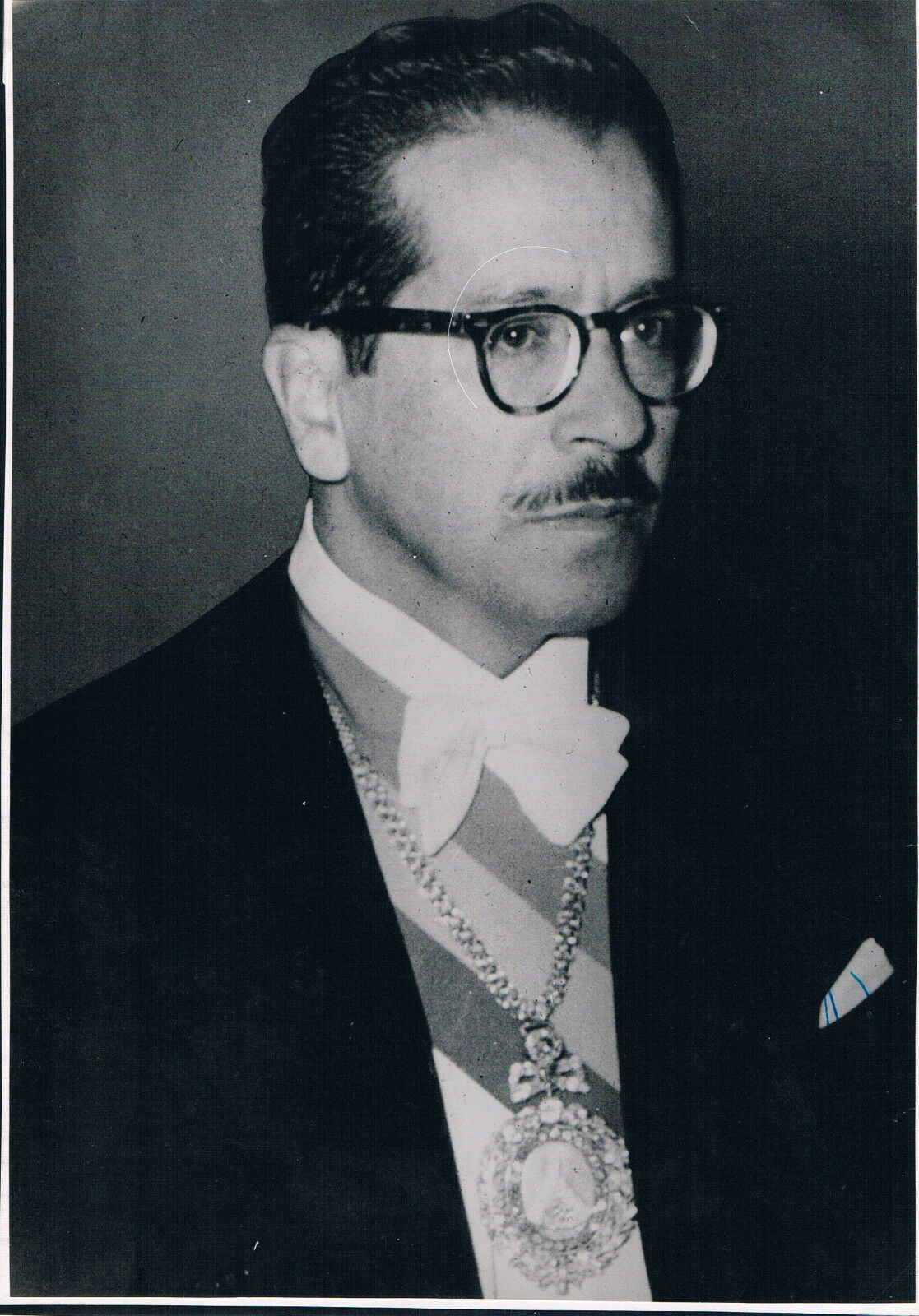
埃尔南·西莱斯·苏亚索

埃尔南·西莱斯·苏亚索（西班牙語：Hernán Siles Zuazo；1913年3月19日—1996年8月6日），玻利维亚的政治家，前总统埃尔南多·西莱斯·雷耶斯的长子，曾先后两度担任玻利维亚总统。